# Tirailleur
Tirailleur significa literalmente tirador de hostigamiento en francés y proviene de la palabra tir (disparo). El término procede del período Napoleónico, cuando era utilizado para designar a la infantería ligera entrenada para hostigar en la vanguardia de las principales columnas. Posteriormente, el término «tirailleurs» pasó a ser utilizado en el Ejército Francés como una designación para la infantería reclutada en los diferentes territorios coloniales franceses durante los siglos XIX y XX, así como para las unidades metropolitanas que servían como infantería ligera.

## En el cine
- Rachid Bouchareb, 2006. Indigènes (sobre los tirailleurs argelinos durante la Segunda Guerra Mundial).
- Ousmane Sembène, 1988. Camp de Thiaroye (sobre la insurrección de Thiaroye)